# Ка дел Весково (Пјаченца)
Ка дел Весково је насеље у Италији у округу Пјаченца, региону Емилија-Ромања.
Према процени из 2011. у насељу је живело 16 становника. Насеље се налази на надморској висини од 97 м.